# Stanislav Galiev
Pour les articles homonymes, voir Galiev.
Stanislav Sergueïevitch Galiev - en russe : Станислав Сергеевич Галиев (Stanislav Sergeevič Galiev) - (né le 17 janvier 1992 à Moscou en Russie) est un joueur professionnel russe de hockey sur glace. Il évolue au poste d'ailier.

## Biographie

### Carrière junior
En 2009, alors qu'il sort d'une saison avec l'Ice de l'Indiana avec qui il remporte la Coupe Clarke récompensant le vainqueur des séries éliminatoires de l'USHL, il est sélectionné en première position de la sélection européenne de la Ligue canadienne de hockey par les Sea Dogs de Saint-Jean. Il rejoint alors la Ligue de hockey junior majeur du Québec. 
Lors du repêchage d'entrée dans la LNH 2010, il est choisi au troisième tour, à la 86e place au total par les Capitals de Washington. Les Sea Dogs remportent la Coupe du président 2011 puis la Coupe Memorial 2011. Ils conservent la Coupe du Président en 2012.

### Carrière professionnelle
En 2012, il passe professionnel avec les Bears de Hershey dans la Ligue américaine de hockey. 
Le 8 avril 2015, il joue son premier match dans la LNH avec les Capitals face aux Bruins de Boston. Il marque son premier but dans la LNH le 11 avril 2015 face aux Rangers de New York.

### Carrière internationale
Il représente la Russie en sélections jeunes. Il est finaliste du Mémorial Ivan Hlinka en 2009. Il prend part à la Super Serie Subway en 2010.

## Trophées et honneurs personnels

### United States Hockey League
- 2008-2009 : 
  - participe au Match des étoiles
  - nommé dans l'équipe des recrues
  - vainqueur de la Coupe Clark avec l'Ice de l'Indiana

### Ligue de hockey junior majeur du Québec
- 2009-2010 : nommé dans l'équipe des recrues
- 2010-2011 : vainqueur de la Coupe du président avec les Sea Dogs de Saint-Jean
- 2011-2012 : 
  - termine meilleur pointeur des séries éliminatoires
  - termine meilleur buteur des séries éliminatoires
  - vainqueur de la Coupe du président avec les Sea Dogs de Saint-Jean

### Ligue canadienne de hockey
- 2011 : vainqueur de la Coupe Memorial

### East Coast Hockey League
- 2013 : vainqueur de la Coupe Kelly

### Ligue continentale de hockey
- 2018 : vainqueur de la Coupe Gagarine
- 2021 : désigné meilleur attaquant du mois de novembre

## Statistiques

### En club
| Saison     | Équipe                 | Ligue          |                   | Saison régulière  | Saison régulière  | Saison régulière  | Saison régulière  | Saison régulière |    | Séries éliminatoires | Séries éliminatoires | Séries éliminatoires | Séries éliminatoires | Séries éliminatoires |
| Saison     | Équipe                 | Ligue          | PJ                | B                 | A                 | Pts               | Pun               | PJ               | B  | A                    | Pts                  | Pun                  |                      |                      |
| 2008-2009  | Ice de l'Indiana       | USHL           | 60                | 29                | 35                | 64                | 46                | 13               | 5  | 4                    | 9                    | 8                    |                      |                      |
| 2009-2010  | Sea Dogs de Saint-Jean | LHJMQ          | 67                | 15                | 45                | 60                | 38                | 21               | 8  | 11                   | 19                   | 14                   |                      |                      |
| 2010-2011  | Sea Dogs de Saint-Jean | LHJMQ          | 64                | 37                | 28                | 65                | 40                | 19               | 10 | 17                   | 27                   | 12                   |                      |                      |
| 2011       | Sea Dogs de Saint-Jean | Coupe Memorial | -                 | -                 | -                 | -                 | -                 | 4                | 1  | 2                    | 3                    | 6                    |                      |                      |
| 2011-2012  | Sea Dogs de Saint-Jean | LHJMQ          | 20                | 13                | 6                 | 19                | 16                | 17               | 16 | 18                   | 34                   | 6                    |                      |                      |
| 2012       | Sea Dogs de Saint-Jean | Coupe Memorial | -                 | -                 | -                 | -                 | -                 | 4                | 1  | 1                    | 2                    | 2                    |                      |                      |
| 2012-2013  | Bears de Hershey       | LAH            | 17                | 0                 | 1                 | 1                 | 8                 | -                | -  | -                    | -                    | -                    |                      |                      |
| 2012-2013  | Royals de Reading      | ECHL           | 46                | 23                | 24                | 47                | 32                | 10               | 4  | 7                    | 11                   | 0                    |                      |                      |
| 2013-2014  | Royals de Reading      | ECHL           | 14                | 5                 | 8                 | 13                | 6                 | 3                | 1  | 1                    | 2                    | 0                    |                      |                      |
| 2013-2014  | Bears de Hershey       | LAH            | 16                | 3                 | 3                 | 6                 | 0                 | -                | -  | -                    | -                    | -                    |                      |                      |
| 2014-2015  | Bears de Hershey       | LAH            | 67                | 25                | 20                | 45                | 24                | 5                | 1  | 0                    | 1                    | 0                    |                      |                      |
| 2014-2015  | Capitals de Washington | LNH            | 2                 | 1                 | 0                 | 1                 | 0                 | -                | -  | -                    | -                    | -                    |                      |                      |
| 2015-2016  | Capitals de Washington | LNH            | 24                | 0                 | 3                 | 3                 | 4                 | -                | -  | -                    | -                    | -                    |                      |                      |
| 2015-2016  | Bears de Hershey       | LAH            | 5                 | 3                 | 0                 | 3                 | 2                 | -                | -  | -                    | -                    | -                    |                      |                      |
| 2016-2017  | Bears de Hershey       | LAH            | 56                | 21                | 19                | 40                | 20                | 12               | 3  | 4                    | 7                    | 4                    |                      |                      |
| 2017-2018  | Ak Bars Kazan          | KHL            | 52                | 12                | 14                | 26                | 55                | 19               | 10 | 5                    | 15                   | 8                    |                      |                      |
| 2018-2019  | Ak Bars Kazan          | KHL            | 59                | 10                | 12                | 22                | 38                | 4                | 0  | 0                    | 0                    | 0                    |                      |                      |
| 2019-2020  | Ak Bars Kazan          | KHL            | 54                | 16                | 17                | 33                | 16                | 4                | 2  | 2                    | 4                    | 0                    |                      |                      |
| 2020-2021  | Ak Bars Kazan          | KHL            | 52                | 16                | 11                | 27                | 16                | 15               | 4  | 5                    | 9                    | 2                    |                      |                      |
| 2021-2022  | HK Dinamo Moscou       | KHL            | 47                | 25                | 17                | 42                | 12                | 11               | 6  | 0                    | 6                    | 12                   |                      |                      |
| 2022-2023  | Ak Bars Kazan          | KHL            | 58                | 17                | 17                | 34                | 12                | 24               | 7  | 4                    | 11                   | 2                    |                      |                      |
| 2023-2024  | Ak Bars Kazan          | KHL            | 61                | 7                 | 16                | 23                | 14                | 5                | 0  | 0                    | 0                    | 2                    |                      |                      |
| 2024-2025  | Avangard Omsk          | KHL            | 33                | 2                 | 5                 | 7                 | 6                 | -                | -  | -                    | -                    | -                    |                      |                      |
| 2024-2025  | HK CSKA Moscou         | KHL            | Saison en cours ? | Saison en cours ? | Saison en cours ? | Saison en cours ? | Saison en cours ? |                  |    |                      |                      |                      |                      |                      |
| Totaux LNH | Totaux LNH             | Totaux LNH     | 26                | 1                 | 3                 | 4                 | 4                 | -                | -  | -                    | -                    | -                    |                      |                      |

### En équipe nationale
| Année | Compétition     |   | PJ | B | A | Pts | Pun | +/-               |  | Résultat |
| 2022  | Jeux olympiques | 4 | 0  | 0 | 0 | 2   | +1  | Médaille d'argent |  |          |